# Ozon Арена
«Ozon Арена» (до 1 мая 2025 года: «Краснода́р») — футбольный стадион в городе Краснодаре. Домашняя арена клуба «Краснодар». Расположен в Восточно-Кругликовском микрорайоне по адресу: улица Разведчика Леонова, 1. К стадиону примыкает территория академии ФК «Краснодар» и одноимённый парк.
Стадион полностью построен на средства Сергея Галицкого, бывшего владельца розничной сети магазинов в России «Магнит». По некоторым оценкам, стоимость строительства составляет около 400 млн долларов.

## История
Подготовительные работы на площадке под строительство будущего стадиона начались в 2011 году. Проект стадиона разработан Сергеем Кузнецовым в составе архитектурного бюро SPEECH вместе с gmp Architekten von Gerkan, Marg und Partner (Германия). Проект интерьеров стадиона разработан студией Максима Рымаря. Строительство стадиона было начато в мае 2013 года турецкой фирмой Esta Construction. Навигация стадиона выполнена студией Артемия Лебедева.

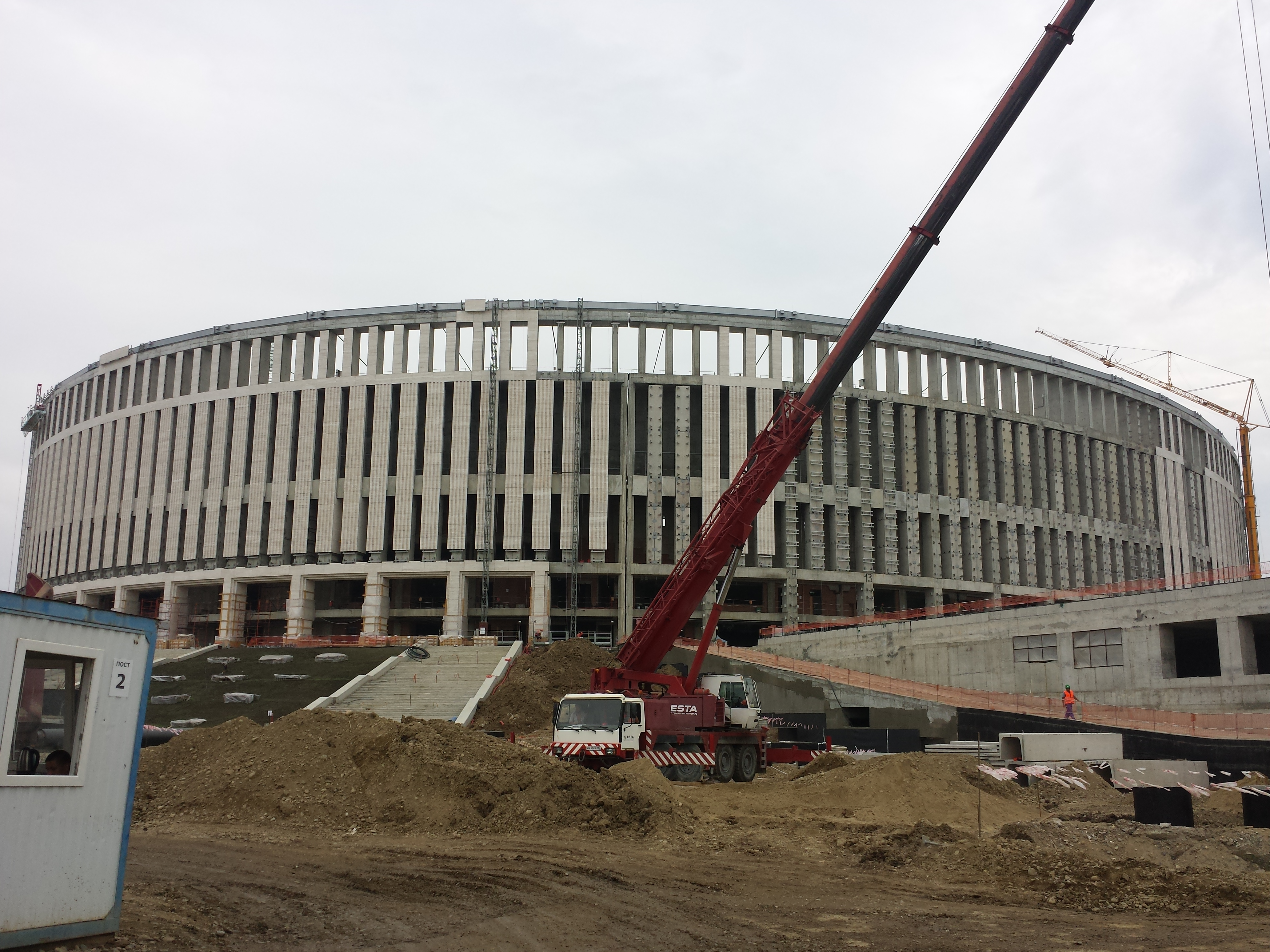
Строительство стадиона, 2015 год

Впечатляющая классическая трёхчастная структура стадиона продолжает архетипическую концепцию современной стадионной архитектуры — древнегреческий амфитеатр с его ритмичной греческой колоннадой пилястр, фасад которых изготовлен из рифлённых плиток яркого, почти белого травертина из карьера в Тиволи (Италия). Сама же крыша над трибунами была спроектирована как лёгкая кольцевая канатная конструкция. Её двухслойная покрывающая мембрана состоит из стекловолоконной сетки с покрытием из ПТФЭ, создавая трёхмерную форму крыши, которая объединяет технические службы, такие как софитное освещение и обогрев зрительских трибун. Над верхним ярусом зрительской трибуны расположен гигантский круглый экран, общей площадью 4700 м², состоящий из светодиодных модулей. Это первый в мире 360-градусный дисплей, смонтированный по всему периметру стадиона, создающий мультимедийные возможности для просмотра. Стадион отличается тем, что у него нет официального табло, информация о матче выводится на этот 3D-экран.
Трибуны стадиона полностью расположены под крышей. Арена является исключительно футбольной, отсутствие беговых спортивных дорожек позволяет максимально приблизить посадочные места к полю. Рядом со стадионом находится парк площадью около 17 га. Здесь же оборудована автомобильная стоянка на 3 тысячи мест, которые клуб использует во время матчей. В остальное время там оставляют машины жители Восточно-Кругликовского микрорайона города.
В 2016 году Сергей Галицкий заявлял о возможности увеличения вместимости до 42 700 мест.
Первый матч на стадионе прошёл 9 октября 2016 года, в котором сборная России встречалась в товарищеском матче против сборной Коста-Рики. Первый матч ФК «Краснодар» на стадионе провёл 20 октября 2016 года в рамках 3-го тура группового этапа Лиги Европы против «Шальке 04». Первый матч чемпионата России по футболу на новом стадионе прошёл 23 октября 2016 года, в котором «Краснодар» в рамках 11-го тура принимал «Амкар» (1:0).
14 ноября 2017 года на стадионе «Краснодар» состоялся товарищеский матч между сборными Аргентины и Нигерии, который завершился со счётом 2:4 в пользу сборной Нигерии. 9 июня 2018 года национальная команда Испании, которая во время проведения чемпионата мира 2018 года базировалась на территории футбольной академии ФК «Краснодар», провела контрольную встречу со сборной Туниса, матч посетило 33 116 зрителей.
28 августа 2018 года клуб заявил об увеличении количество кресел с 33 179 до 34 350 мест. 8 января 2019 года «Краснодар» на своём сайте объявил об увеличении вместимости арены с 34 350 мест до 35 074 мест, была проведена реконструкция трибун: уплотнение зоны СМИ позволило установить дополнительные кресла для болельщиков в центральных секторах. 1 марта 2019 года «Краснодар» уведомил о изменении планов по расширению количества мест на трибунах, заявив, что стадион вмещает 33 395 зрителей.
18 апреля 2025 года «Краснодар» и компания Ozon подписали соглашение о партнёрстве до 2029 года, по которому с 1 мая 2025 года домашний стадион команды стал именоваться «Ozon Арена». На июнь 2025 года стадион вмещал 33 395 зрителей. 23 июня 2025 года стадион получил обновлённое визуальное оформление в рамках партнёрского соглашения с маркетплейсом Ozon, на фасаде арены была установлена новая вывеска с названием «Ozon Арена».

## Рейтинги

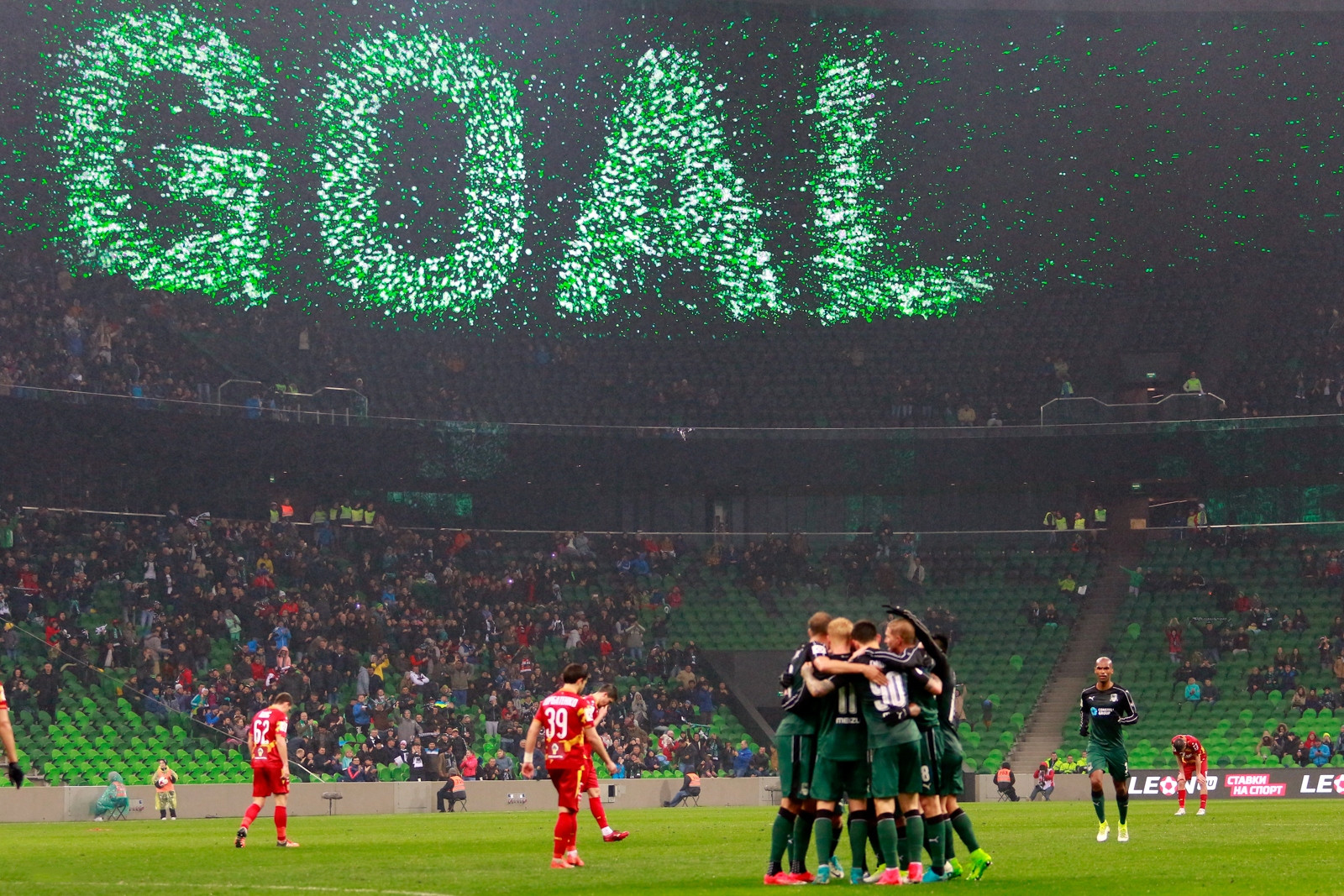
Медиатабло в 360 градусов

Стадион имеет категорию УЕФА 4 — стадион наивысшей категории, с правом проведения финальной части чемпионатов мира по футболу, чемпионатов Европы по футболу, а также матчей всех стадий Лиги чемпионов и Лиги Европы УЕФА.
Согласно данным портала stadiumdb.com стадион был номинирован на звание лучшего стадиона года (построенного или реконструированного в 2016 году). Стадион ФК «Краснодар» сначала попал в финальную часть конкурса, затем в итоговом голосовании занял второе место по результатам зрительского голосования и третье место по результатам голосования экспертного жюри.
Жюри конкурса состояло из пяти архитекторов, которые получили признание при проектировании стадионов. При оценке стадиона они руководствовались такими тремя критериями, как визуальное воздействие арены, её окрестности и инновационная часть.
По результатам голосования стадион набрал 100 614 баллов и стал одним из трёх стадионов в мире, достигших такого результата за всю историю рейтингов StadiumDB. Также только два стадиона в мире до этого попадали в тройку лучших по результатам и зрительского, и экспертного голосования.
В октябре 2017 года стадион «Краснодар» попал в шорт-лист международного конкурса TheStadiumBusiness Design & Development Awards 2017 в номинации «Лучшая инновация» за применение видеоэкрана во внутреннем оформлении стадиона.
В декабре 2017 года в рамках 19 тура Чемпионата России по футболу на стадионе «Краснодар» впервые в российском чемпионате работала система видеоповторов (VAR) компании «Hawk-Eye Innovations».

## Игры национальных сборных
1. Товарищеский матч. Россия — Коста-Рика. 9 октября 2016 г. 3:4
2. Товарищеский матч. Россия — Кот-д’Ивуар. 24 марта 2017 г. 0:2
3. Товарищеский матч. Аргентина — Нигерия. 14 ноября 2017 г. 2:4
4. Товарищеский матч. Испания — Тунис. 9 июня 2018 г. 1:0
5. Товарищеский матч. Россия — Бруней. 15 ноября 2024 г. 11:0